# Le Fouilloux
Le Fouilloux est une commune du Sud-Ouest de la France située dans le département de la Charente-Maritime (région Nouvelle-Aquitaine).
Ses habitants sont appelés les Fouillousains et les Fouillousaines.

## Géographie

### Communes limitrophes
| Neuvicq   | Boresse-et-Martron     | Sauvignac (Charente), La Genétouze |
| Montguyon | Fouilloux              | Boscamnant                         |
|           | Saint-Pierre-du-Palais | Saint-Martin-de-Coux               |

## Urbanisme

### Typologie
Au 1er janvier 2024, Le Fouilloux est catégorisée commune rurale à habitat dispersé, selon la nouvelle grille communale de densité à 7 niveaux définie par l'Insee en 2022.
Elle est située hors unité urbaine et hors attraction des villes,.

### Occupation des sols
L'occupation des sols de la commune, telle qu'elle ressort de la base de données européenne d’occupation biophysique des sols Corine Land Cover (CLC), est marquée par l'importance des territoires agricoles (51,1 % en 2018), en diminution par rapport à 1990 (54 %). La répartition détaillée en 2018 est la suivante : 
zones agricoles hétérogènes (44,6 %), forêts (39,6 %), milieux à végétation arbustive et/ou herbacée (7,2 %), prairies (3,7 %), terres arables (2 %), zones urbanisées (0,9 %), mines, décharges et chantiers (0,9 %), cultures permanentes (0,9 %), espaces verts artificialisés, non agricoles (0,3 %). L'évolution de l’occupation des sols de la commune et de ses infrastructures peut être observée sur les différentes représentations cartographiques du territoire : la carte de Cassini (XVIIIe siècle), la carte d'état-major (1820-1866) et les cartes ou photos aériennes de l'IGN pour la période actuelle (1950 à aujourd'hui).

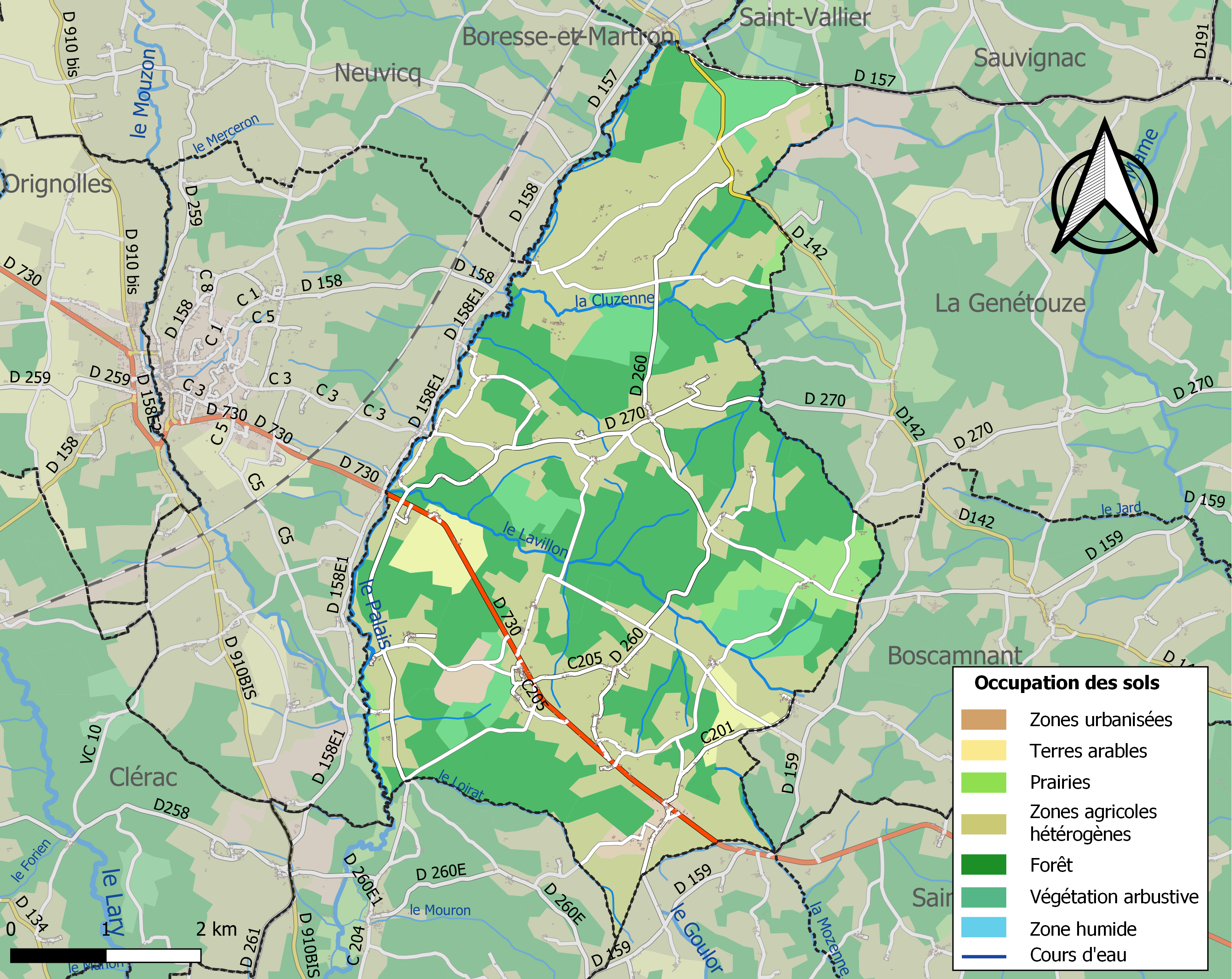
Carte des infrastructures et de l'occupation des sols de la commune en 2018 (CLC).

### Risques majeurs
Le territoire de la commune du Fouilloux est vulnérable à différents aléas naturels : météorologiques (tempête, orage, neige, grand froid, canicule ou sécheresse), inondations, feux de forêts, mouvements de terrains et séisme (sismicité faible). Il est également exposé à un risque technologique,  le transport de matières dangereuses. Un site publié par le BRGM permet d'évaluer simplement et rapidement les risques d'un bien localisé soit par son adresse soit par le numéro de sa parcelle.

#### Risques naturels
Certaines parties du territoire communal sont susceptibles d’être affectées par le risque d’inondation par débordement de cours d'eau, notamment le Palais. La commune a été reconnue en état de catastrophe naturelle au titre des dommages causés par les inondations et coulées de boue survenues en 1982, 1986, 1999 et 2010,.
Le Fouilloux est exposée au risque de feu de forêt du fait de la présence sur son territoire du massif de la Double saintongeaise, un massif classé à risque dans le plan départemental de protection des forêts contre les incendies (PDPFCI), élaboré pour la période 2017-2026 et qui fait suite à un plan 2007-2016. Les mesures individuelles de prévention contre les incendies sont précisées par divers arrêtés préfectoraux et s’appliquent dans les zones exposées aux incendies de forêt et à moins de 200 mètres de celles-ci. L’article L.131-1 du code forestier et l’arrêté du 2 décembre 2020 règlementent l'emploi du feu en interdisant notamment d’apporter du feu, de fumer et de jeter des mégots de cigarette dans les espaces sensibles et sur les voies qui les traversent sous peine de sanctions. Un autre arrêté du 2 décembre 2020 rend le débroussaillement obligatoire, incombant au propriétaire ou ayant droit,,,.

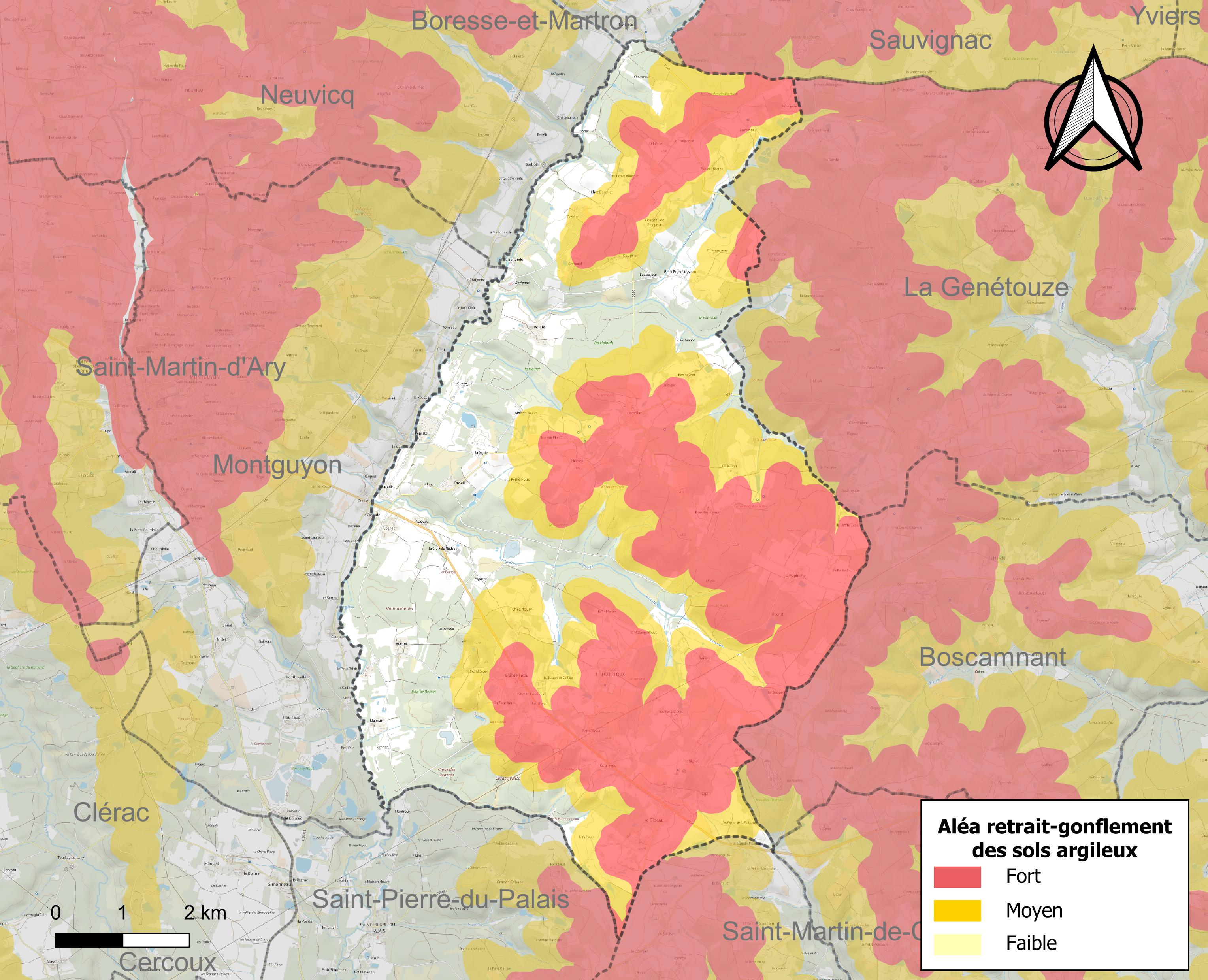
Carte des zones d'aléa retrait-gonflement des sols argileux du Fouilloux.

Les mouvements de terrains susceptibles de se produire sur la commune sont des tassements différentiels.
Le retrait-gonflement des sols argileux est susceptible d'engendrer des dommages importants aux bâtiments en cas d’alternance de périodes de sécheresse et de pluie. 62,3 % de la superficie communale est en aléa moyen ou fort (54,2 % au niveau départemental et 48,5 % au niveau national). Sur les 426 bâtiments dénombrés sur la commune en 2019,  294 sont en aléa moyen ou fort, soit 69 %, à comparer aux 57 % au niveau départemental et 54 % au niveau national. Une cartographie de l'exposition du territoire national au retrait gonflement des sols argileux est disponible sur le site du BRGM,.
Par ailleurs, afin de mieux appréhender le risque d’affaissement de terrain, l'inventaire national des cavités souterraines permet de localiser celles situées sur la commune.
Concernant les mouvements de terrains, la commune a été reconnue en état de catastrophe naturelle au titre des dommages causés par la sécheresse en 1989, 2005 et 2009 et par des mouvements de terrain en 1999 et 2010.

#### Risques technologiques
Le risque de transport de matières dangereuses sur la commune est lié à sa traversée par une ou des infrastructures routières ou ferroviaires importantes ou la présence d'une canalisation de transport d'hydrocarbures. Un accident se produisant sur de telles infrastructures est susceptible d’avoir des effets graves sur les biens, les personnes ou l'environnement, selon la nature du matériau transporté. Des dispositions d’urbanisme peuvent être préconisées en conséquence.

## Toponymie
De l’adjectif fouilloux ou fouilleux, « lieux feuillus », « garni de feuilles », « pourvu d'arbres feuillus ».

## Histoire

### Ancien Régime
Sous l'Ancien Régime, la terre du Fouilloux dépendait de la baronnie de Montguyon. La paroisse faisait partie de l'évêché de Saintes. Le presbytère était implanté dans le bourg du Fouilloux dont la paroisse avait celle de Révignac comme annexe.
Les registres paroissiaux remontent jusqu'en 1668. L'ancienne cloche de l'église du Fouilloux fut bénite le 25 juin 1716 avec pour parrain François Bodet, praticien, et pour marraine Marie Nau.
Au lieu-dit Boisrousseau vivait l'écuyer François De Malbec. Le 13 octobre 1778, il fut inhumé dans l'église de Révignac.

### Époque contemporaine
En 1818, le château du Gibeau fut édifié par Élie Louis Decazes. Ce château contemporain, sans origines nobles, fut détruit à la suite d'un incendie survenu le 20 juillet 1916.
Le Duc Decazes introduisit des techniques agricoles modernes sur ses terres du Gibeau. Dès la fin du XIXe siècle, les dépendances du château furent transformées pour loger un haras nationale qualifié "annexe de remonte" dépendant de la caserne de Mérignac. Un vétérinaire-capitaine et 40 soldats s'occupaient d'environ 300 chevaux.

## Administration

### Liste des maires
| Période                                  | Période  | Identité    | Étiquette | Qualité  |
| ---------------------------------------- | -------- | ----------- | --------- | -------- |
| 2005                                     | En cours | Pascal Boor | DVD       | Retraité |
| Les données manquantes sont à compléter. |          |             |           |          |

## Population et société

### Démographie

#### Évolution démographique
L'évolution du nombre d'habitants est connue à travers les recensements de la population effectués dans la commune depuis 1793. Pour les communes de moins de 10 000 habitants, une enquête de recensement portant sur toute la population est réalisée tous les cinq ans, les populations de référence des années intermédiaires étant quant à elles estimées par interpolation ou extrapolation. Pour la commune, le premier recensement exhaustif entrant dans le cadre du nouveau dispositif a été réalisé en 2005.

En 2022, la commune comptait 760 habitants, en évolution de −1,55 % par rapport à 2016 (Charente-Maritime : +4,04 %, France hors Mayotte : +2,11 %).
| 1793 | 1800 | 1806 | 1821 | 1831 | 1836  | 1841  | 1846  | 1851  |
| ---- | ---- | ---- | ---- | ---- | ----- | ----- | ----- | ----- |
| 720  | 812  | 880  | 916  | 987  | 1 031 | 1 053 | 1 094 | 1 248 |

| 1856  | 1861  | 1866  | 1872  | 1876  | 1881  | 1886  | 1891  | 1896  |
| ----- | ----- | ----- | ----- | ----- | ----- | ----- | ----- | ----- |
| 1 306 | 1 149 | 1 136 | 1 096 | 1 017 | 1 074 | 1 114 | 1 154 | 1 046 |

| 1901  | 1906  | 1911  | 1921 | 1926 | 1931 | 1936 | 1946 | 1954 |
| ----- | ----- | ----- | ---- | ---- | ---- | ---- | ---- | ---- |
| 1 042 | 1 070 | 1 046 | 958  | 983  | 985  | 954  | 930  | 958  |

| 1962  | 1968 | 1975 | 1982 | 1990 | 1999 | 2005 | 2006 | 2010 |
| ----- | ---- | ---- | ---- | ---- | ---- | ---- | ---- | ---- |
| 1 014 | 925  | 767  | 667  | 615  | 628  | 659  | 664  | 740  |

| 2015 | 2020 | 2022 | - | - | - | - | - | - |
| ---- | ---- | ---- | - | - | - | - | - | - |
| 764  | 770  | 760  | - | - | - | - | - | - |

## Lieux et monuments

### Patrimoine religieux

#### Église Notre-Dame-de-L'Assomption
Située dans le bourg, cette église d'origine romane a presque été entièrement reconstruite à partir de 1860. Sa cloche date de 1896. L'ancien presbytère est encore accolé à l'église.

#### Église Saint-Louis de Révignac

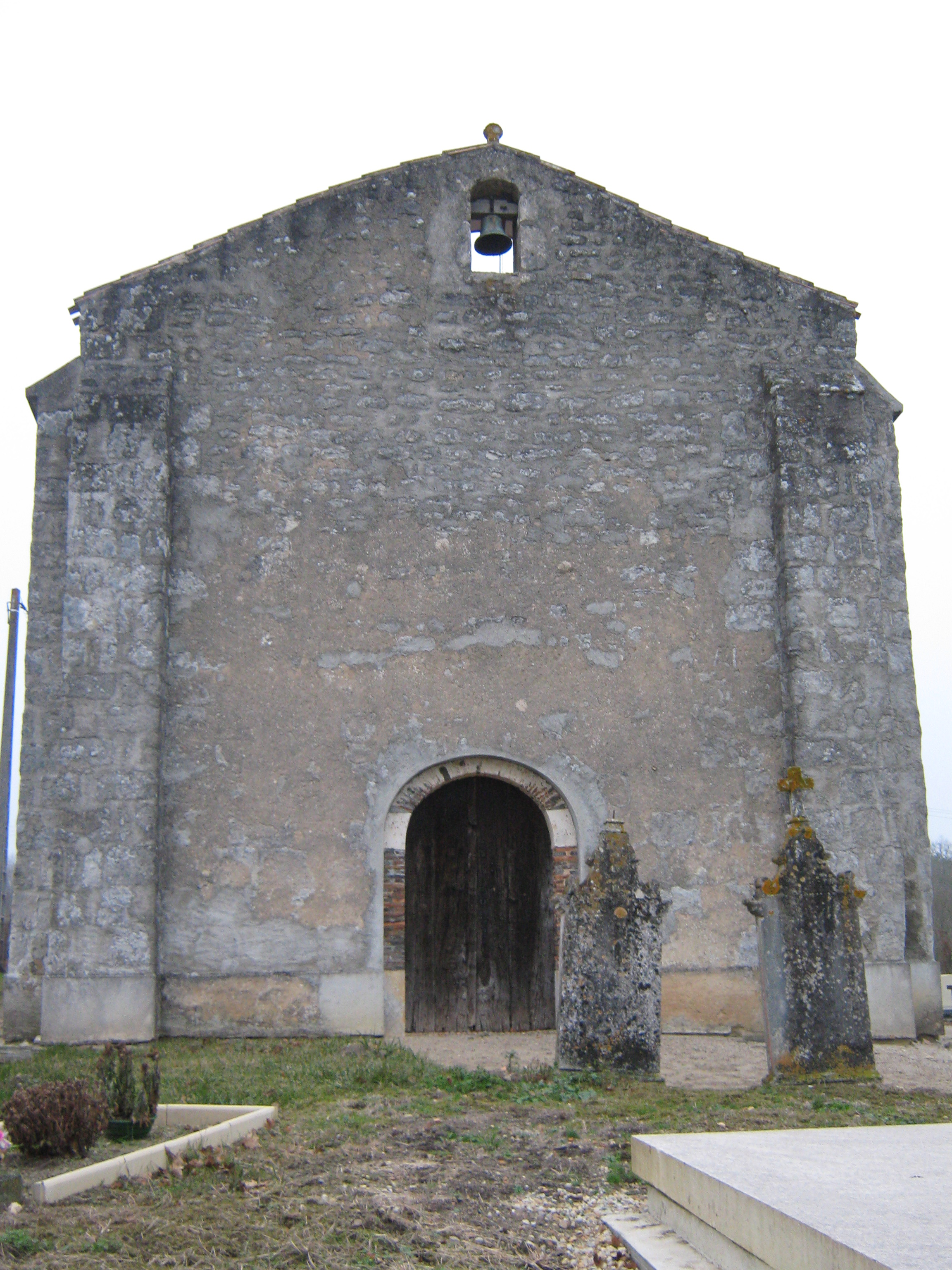
Façade église de Révignac

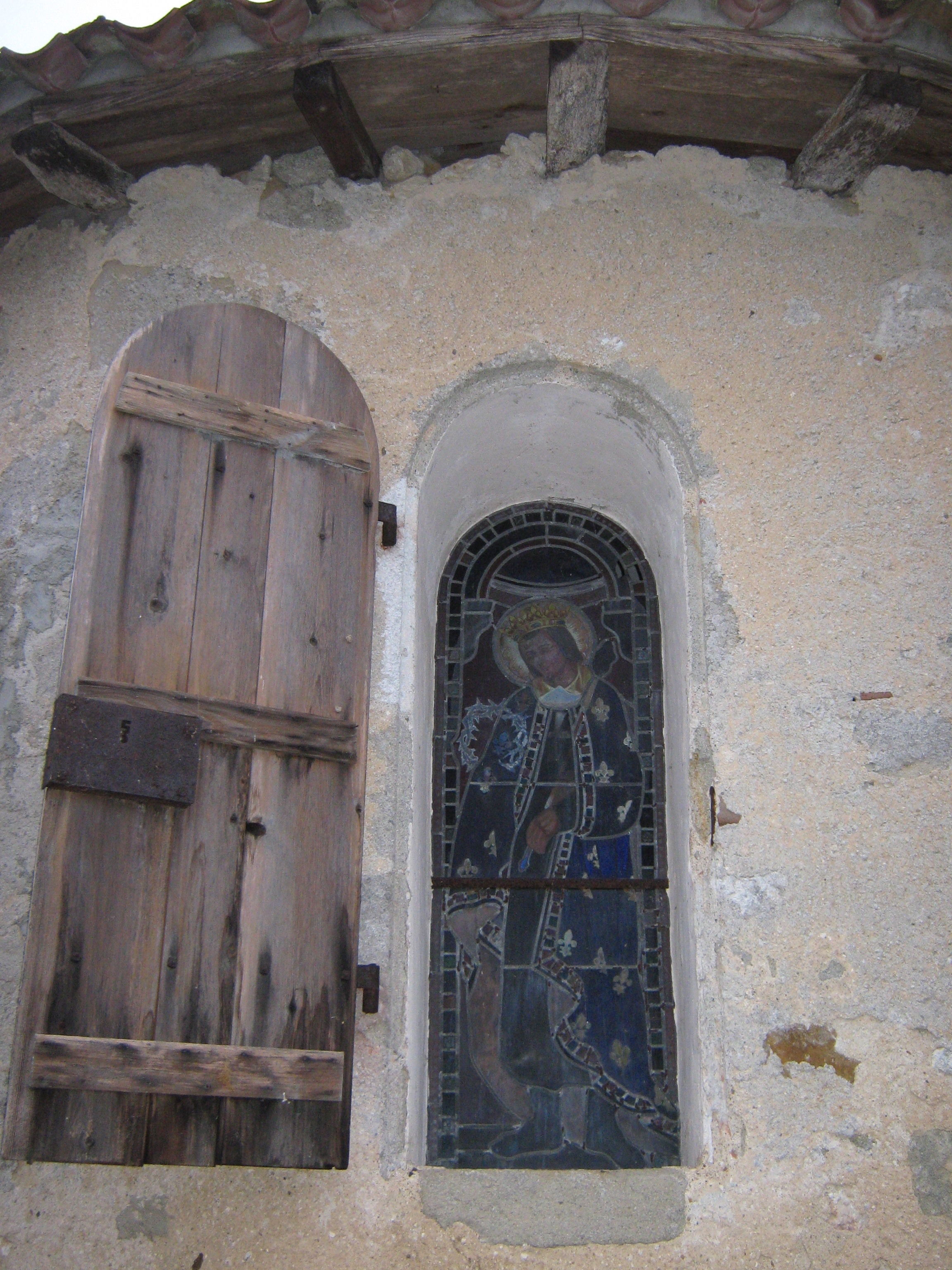
Vitrail Saint-Louis côté chœur de l'église de Révignac.

Située 6 km au Nord-Ouest du bourg du Fouilloux, l'église de Révignac domine la rivière du Palais limitrophe avec Montguyon et Neuvicq. D'origine romane, cette église était autrefois dédiée à saint Pierre. Elle fut bénite le 11 novembre 1763 sous l'invocation de Saint Louis, roi de France.

### Patrimoine civil

#### Monument aux morts
Situé devant l'église du bourg, ce monument fut inauguré le 05 août 1923. Il commémore les conflits 1914-1918, 1939-1945 et l'Algérie 1954-1962.

#### Patrimoine ferroviaire

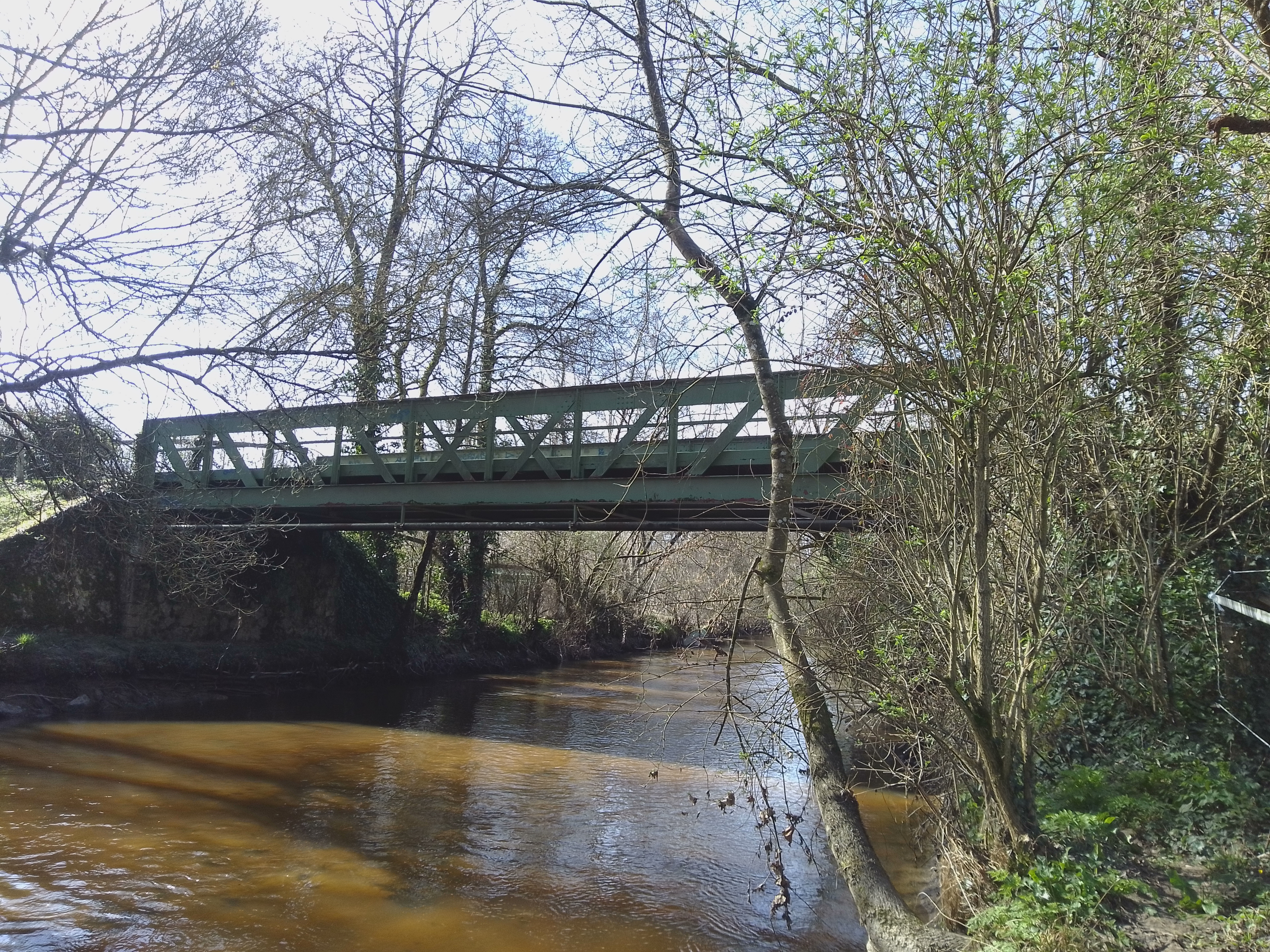
Ancien pont ferroviaire de Cottières

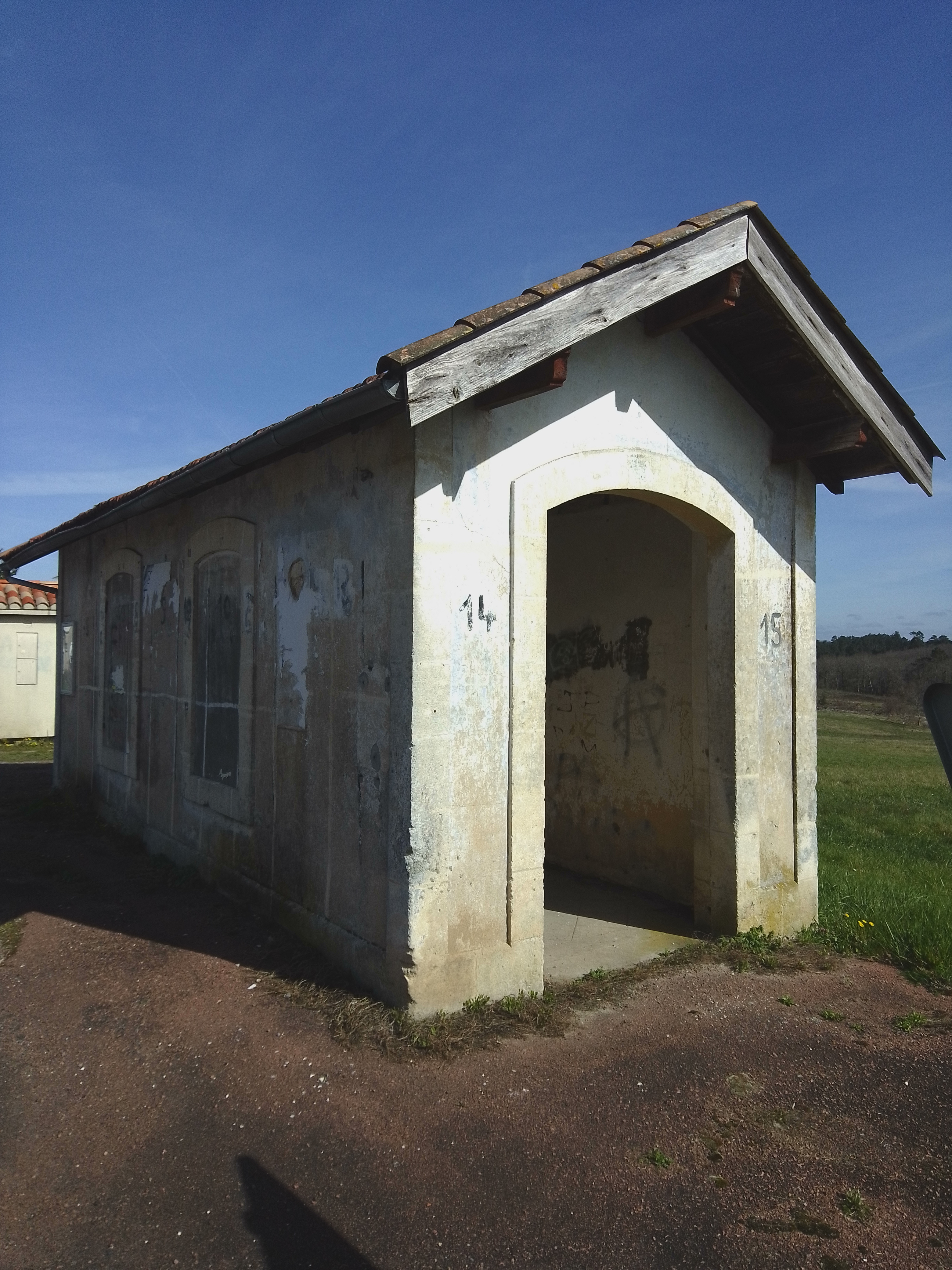
Petite gare ferroviaire du Grand-Pineau

Les gares du Grand-Pineau, du Gibeau et le pont de Cottières sont des ouvrages qui datent de l'ancienne ligne Mirambeau-Saint-Aigulin des Chemins de fer économiques des Charentes. Le pont métallique date de 1903 et provient de l'atelier Daydé-Pillé.

#### Moulins du Palais
Quatre anciens moulins à aubes alimentés par le Palais sont implantés sur la commune du Fouilloux : le moulin de Bodet, le moulin de Barbotin, le moulin de Bertaude et le moulin du Bout. Tous figurent sur la carte de Cassini.

#### Maison à colombages

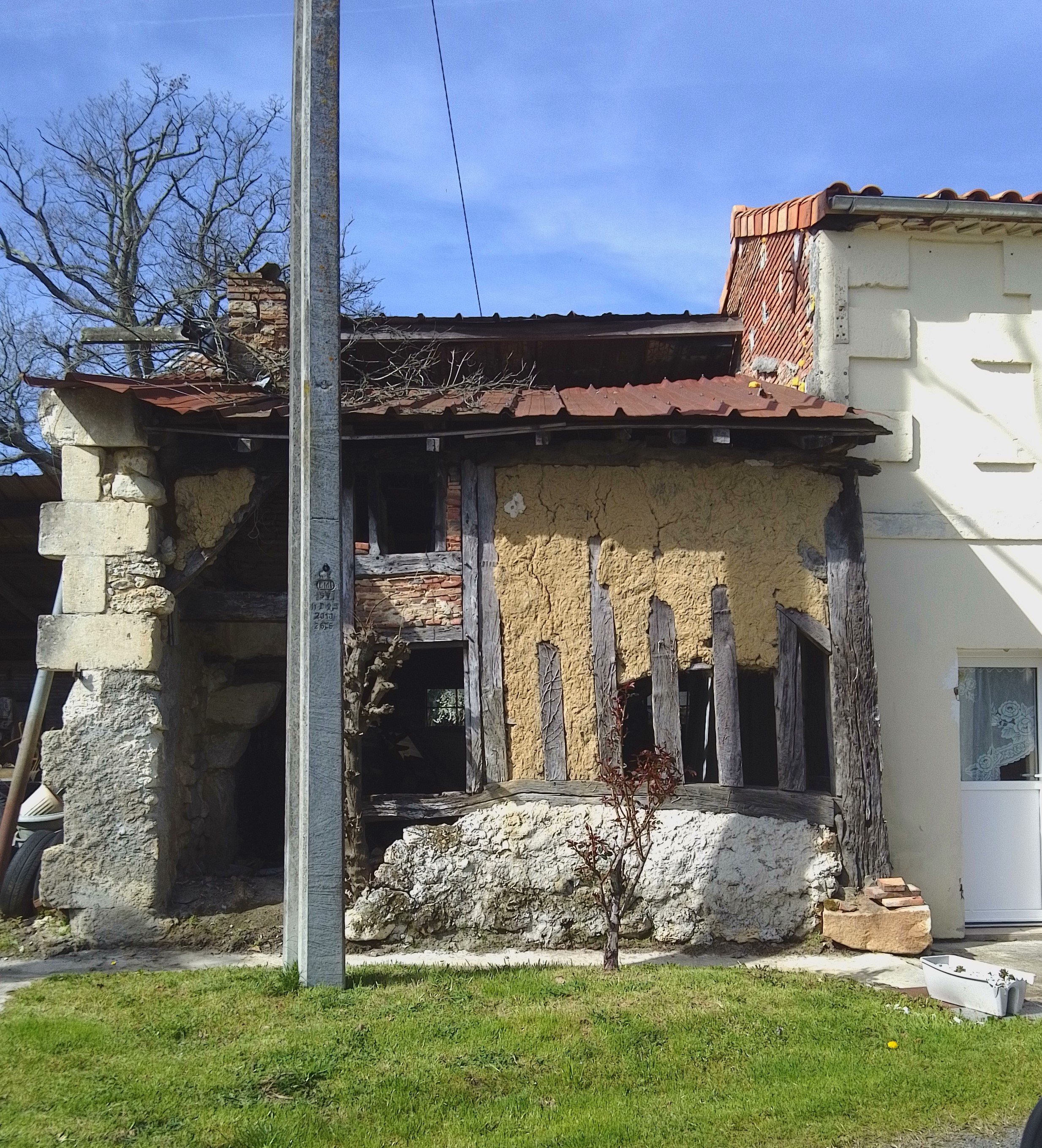
Vestiges de la maison à colombages de Lampiat

Au lieu-dit Lampiat, se trouve le reste d'une façade bâtie en colombages. Ce style de construction appelé maison doubleaude est typique de la Double. À 8 km de Lampiat, se trouve un autre bâtiment à colombages au lieu-dit de Cressac sur la commune de La Genétouze.

## Personnalités liées à la commune
- L'homme politique Élie Louis Decazes (1780-1860) y a construit un château.
- Le poète et écrivain René Lacôte (1913-1971) y est né[26].